# Körperintegrität
Als Körperintegrität (von lat. integrare: heil, unversehrt machen, ergänzen) oder körperliche Unversehrtheit wird die ungestörte Funktionsweise eines biologischen Organismus bezeichnet. Die genauen Anforderungen zur Aufrechterhaltung der Körperintegrität können sich dabei mit wechselnden Umweltbedingungen stark wandeln. Wichtige Mechanismen zum Erreichen dieses Ziels sind das Integument als Abgrenzung zur Umwelt, die Abwehr von Parasiten durch das Immunsystem, Verhaltensweisen wie Flucht oder Abwehr zur Verteidigung gegen Fressfeinde, die Regeneration von beschädigten Körperteilen und die Aufrechterhaltung der biochemischen Homöostase. 
Die Körperintegrität kann teilweise gezielt aufgegeben werden. So dient die Autotomie, also das Abwerfen von Körperteilen, der Ablenkung von Fressfeinden vom Restkörper eines Tieres.

## Körperintegrität des Menschen
Juristisch wird die Körperintegrität durch das Recht auf körperliche Unversehrtheit geschützt.
Bei der Body Integrity Identity Disorder ist die Körperwahrnehmung eines Menschen so gestört, dass eine Amputation von Körperteilen als Weg zu einem wirklich integren Zustand des Körpers gesehen wird.